# Młodolice
Młodolice (niem. Margarethenhof, Margaretenhof) – nieistniejąca miejscowość, dawniej folwark należący do wsi Koszewo w Polsce położona w województwie zachodniopomorskim, w powiecie stargardzkim, w gminie Stargard, 9,5 km na południowy zachód od Stargardu.
W latach 1975–1998 miejscowość administracyjnie należała do województwa szczecińskiego.
Miejscowość wchodziła w skład sołectwa Koszewo.
W 1910 należący do wsi Koszewo (Gross Küssow) folwark był zamieszkiwany przez 11 mieszkańców.
Obecnie w miejscu dawnego folwarku znajdują się ruiny dawnej zabudowy.